# Pohřebiště rakouských panovníků

Znak Rakouského císařství

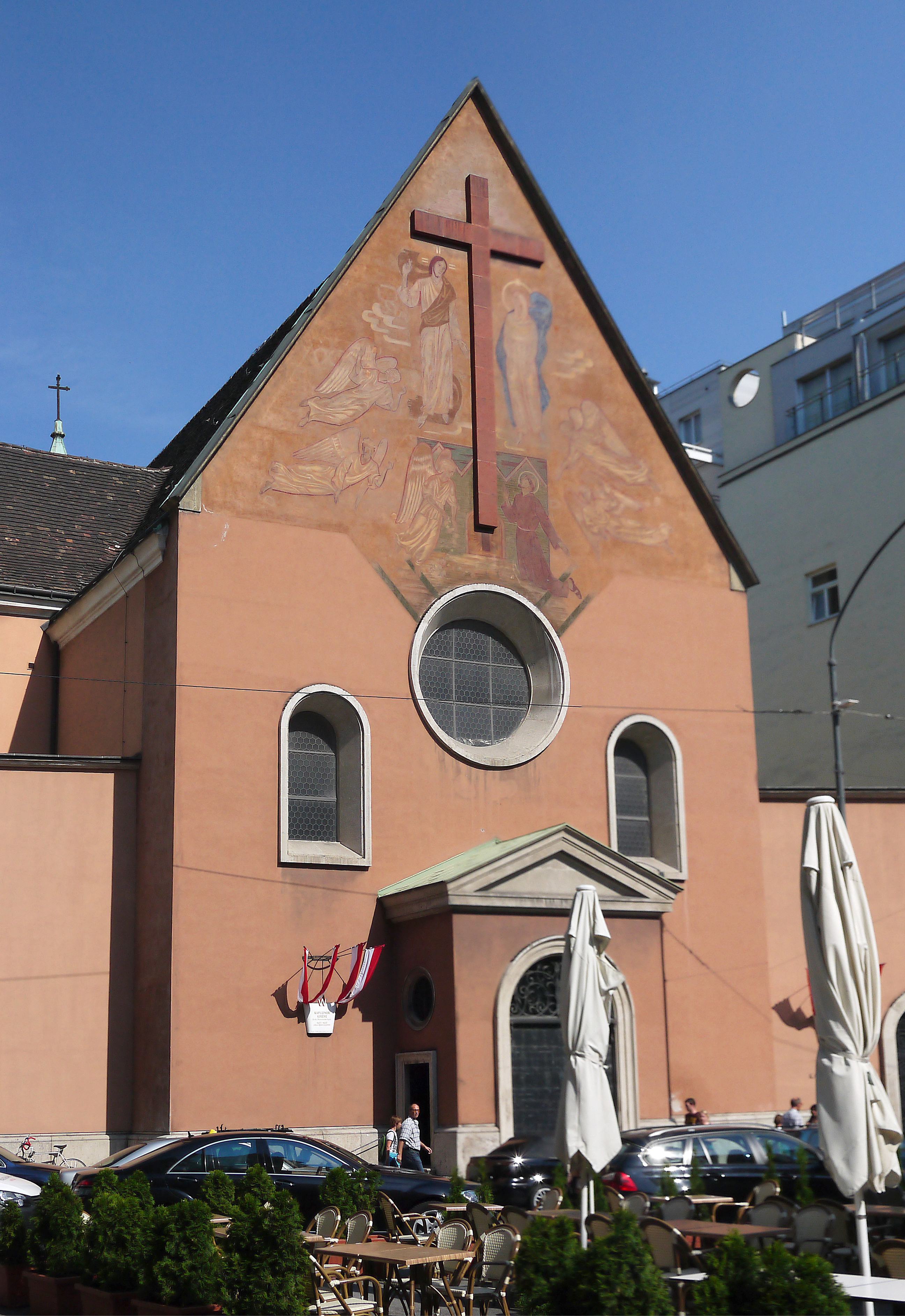
Kapucínská hrobka, hrobka rakouských císařů

Toto je seznam pohřebišť rakouských panovníků, respektive císařů. Rakouské (od roku 1867 rakousko-uherské) císařství existovalo v letech 1804 až 1918. všichni císaři, s výjimkou Karla I., byli pochováni v Císařské hrobce ve Vídni. Srdce většiny pohřbených panovníků byla až do druhé poloviny 19. století (1878) pohřbena odděleně a nacházejí se za Loretánskou kaplí v Hrobce srdcí augustiniánského kostela ve Vídni. Vnitřní orgány šesti z nich byly uloženy ve Vévodské hrobce katedrály sv. Štěpána ve Vídni.

## Pohřebišt rakouských arcivévodů a jejich manželek
| Jméno                                                                    | Doba života | Místo pohřbení |
| ------------------------------------------------------------------------ | ----------- | --- |
| Albrecht VI. (arcivévoda od 1457)                                        | 1418–1463   | |
| Zikmund I.                                                               | 1443–1490   | |
| Matyáš Korvín (ovládl Vídeň a nárokoval si arcivévodský titul) 1485-1490 | 1443–1490   | Katedrála ve Stoličném Bělehradě, Uhry |
| Maxmilián I. 1490-1519                                                   | 1459–1519   | Katedrála sv. Jiří ve Vídeňském Novém Městě. Kenotaf ve Dvorním kostele (Hofkirche) v Innsbrucku.                                                                |
| Marie Burgundská                                                         | 1457–1482   | kostel Panny Marie v Bruggách |
| Karel I. 1519-1521                                                       | 1500–1558   | El Escorial |
| Ferdinand I. Habsburský 1521-1564                                        | 1503–1564   | Colinovo Královské mauzoleum v katedrále svatého Víta v Praze |
| Anna Jagellonská                                                         | 1503–1547   | Colinovo Královské mauzoleum v katedrále svatého Víta v Praze |
| Maxmilián II. Habsburský 1564-1576                                       | 1527–1576   | Colinovo Královské mauzoleum v katedrále svatého Víta v Praze |
| Marie Španělská                                                          | 1528–1603   | Chór kláštera Santa Clara de las Descalzas Reales v Madridu |
| Rudolf II. 1576-1608                                                     | 1552–1612   | Královská hrobka v katedrále svatého Víta v Praze |
| Matyáš Habsburský 1608-1619                                              | 1557–1619   | Zakladatelská hrobka v Císařské hrobce ve Vídni; srdce v Hrobce srdcí (Herzgruft) v augustiniánském kostele ve Vídni                                             |
| Anna Tyrolská                                                            | 1585–1618   | Zakladatelská hrobka v Císařské hrobce ve Vídni; srdce v Hrobce srdcí (Herzgruft) v augustiniánském kostele ve Vídni                                             |
| Ferdinand II. Štýrský 1619-1637                                          | 1578–1637   | Císařské mauzoleum poblíž katedrály ve Štýrském Hradci; srdce v Hrobce srdcí (Herzgruft) v augustiniánském kostele ve Vídni                                      |
| Marie Anna Bavorská                                                      | 1574–1616   | Císařské mauzoleum poblíž katedrály ve Štýrském Hradci; srdce v Hrobce srdcí (Herzgruft) v augustiniánském kostele ve Vídni                                      |
| Eleonora Gonzaga                                                         | 1598–1655   | Původně v klášteře karmelitek, od roku 1782 ve Vévodské hrobce katedrály svatého Štěpána ve Vídni                                                                |
| Ferdinand III. Habsburský 1637-1657                                      | 1608–1657   | Původně v katedrále ve Štýrském Hradci, poté v Leopoldově hrobce v Císařské hrobce ve Vídni; srdce v Hrobce srdcí (Herzgruft) v augustiniánském kostele ve Vídni |
| Marie Anna Španělská                                                     | 1606–1646   | Leopoldova hrobka v Císařské hrobce ve Vídni |
| Marie Leopoldina Tyrolská                                                | 1632–1649   | Původně v katedrále ve Štýrském Hradci, poté v Leopoldově hrobce v Císařské hrobce ve Vídni                                                                      |
| Eleonora Magdalena Gonzagová                                             | 1630–1686   | Leopoldova hrobka v Císařské hrobce ve Vídni; srdce v Hrobce srdcí (Herzgruft) v augustiniánském kostele ve Vídni                                                |
| Leopold I. 1657-1705                                                     | 1640–1705   | Karlova hrobka v Císařské hrobce ve Vídni; srdce v Hrobce srdcí (Herzgruft) v augustiniánském kostele ve Vídni                                                   |
| Markéta Tereza Španělská                                                 | 1651–1673   | Leopoldova hrobka v Císařské hrobce ve Vídni; srdce v Hrobce srdcí (Herzgruft) v augustiniánském kostele ve Vídni                                                |
| Klaudie Felicitas Tyrolská                                               | 1653–1676   | Dominikánský kostel ve Vídni; srdce: Císařská hrobka ve Vídni |
| Eleonora Magdalena Falcko-Neuburská                                      | 1655–1720   | Leopoldova hrobka v Císařské hrobce ve Vídni |
| Josef I. Habsburský 1705-1711                                            | 1678–1711   | Karlova hrobka v Císařské hrobce ve Vídni; srdce v Hrobce srdcí (Herzgruft) v augustiniánském kostele ve Vídni                                                   |
| Amálie Vilemína Brunšvicko-Lüneburská                                    | 1673–1742   | Klášter salesiánek ve Vídni; srdce: Karlova hrobka v Císařské hrobce ve Vídni                                                                                    |
| Karel VI. 1711-1740                                                      | 1685–1740   | Karlova hrobka v Císařské hrobce ve Vídni; srdce v Hrobce srdcí (Herzgruft) v augustiniánském kostele ve Vídni                                                   |
| Alžběta Kristýna Brunšvicko-Wolfenbüttelská                              | 1691–1750   | Karlova hrobka v Císařské hrobce ve Vídni; srdce v Hrobce srdcí (Herzgruft) v augustiniánském kostele ve Vídni                                                   |
| Marie Terezie 1740-1780                                                  | 1717–1780   | Hrobka Marie Terezie v Císařské hrobce ve Vídni; srdce v Hrobce srdcí (Herzgruft) v augustiniánském kostele ve Vídni                                             |
| František I. Štěpán Lotrinský                                            | 1708–1765   | Hrobka Marie Terezie v Císařské hrobce ve Vídni; srdce v Hrobce srdcí (Herzgruft) v augustiniánském kostele ve Vídni                                             |
| Josef II. 1780-1790                                                      | 1741–1790   | Hrobka Marie Terezie v Císařské hrobce ve Vídni |
| Isabela Bourbonsko-Parmská                                               | 1741–1763   | Hrobka Marie Terezie v Císařské hrobce ve Vídni |
| Marie Josefa Bavorská                                                    | 1739–1767   | Hrobka Marie Terezie v Císařské hrobce ve Vídni |
| Leopold II. 1790-1792                                                    | 1747–1792   | Toskánská hrobka v Císařské hrobce ve Vídni; srdce v Hrobce srdcí (Herzgruft) v augustiniánském kostele ve Vídni                                                 |
| Marie Ludovika Španělská                                                 | 1745–1792   | Toskánská hrobka v Císařské hrobce ve Vídni; |
| císař František I. 1792-1835, od roku 1804 císař rakouský                | 1768–1835   | Františkova hrobka v Císařské hrobce ve Vídni; srdce v Hrobce srdcí (Herzgruft) v augustiniánském kostele ve Vídni                                               |
| Alžběta Vilemína Württemberská                                           | 1767–1790   | Františkova hrobka v Císařské hrobce ve Vídni; srdce v Hrobce srdcí (Herzgruft) v augustiniánském kostele ve Vídni                                               |
| Marie Tereza Neapolsko-Sicilská                                          | 1772–1807   | Františkova hrobka v Císařské hrobce ve Vídni |
| Marie Ludovika Rakouská-Este                                             | 1787–1816   | Františkova hrobka v Císařské hrobce ve Vídni; srdce v Hrobce srdcí (Herzgruft) v augustiniánském kostele ve Vídni                                               |
| Karolína Augusta Bavorská                                                | 1792–1873   | Františkova hrobka v Císařské hrobce ve Vídni |

## Pohřebišt rakouských císařů-arcivévodů a jejich manželek
| Jméno                                       | Doba života | Místo pohřbení |
| ------------------------------------------- | ----------- | --- |
| František I. 1804-1835 (arcivévoda od 1792) | 1768–1835   | Františkova hrobka v Císařské hrobce ve Vídni; srdce v Hrobce srdcí (Herzgruft) v augustiniánském kostele ve Vídni  |
| Alžběta Württemberská                       | 1767–1790   | Františkova hrobka v Císařské hrobce ve Vídni; srdce v Hrobce srdcí (Herzgruft) v augustiniánském kostele ve Vídni  |
| Marie Tereza Neapolsko-Sicilská             | 1772–1807   | Františkova hrobka v Císařské hrobce ve Vídni                                                                       |
| Marie Ludovika Rakouská-Este                | 1787–1816   | Františkova hrobka v Císařské hrobce ve Vídni; srdce v Hrobce srdcí (Herzgruft) v augustiniánském kostele ve Vídni  |
| Karolína Augusta Bavorská                   | 1792–1873   | Františkova hrobka v Císařské hrobce ve Vídni                                                                       |
| Ferdinand I. 1835-1848                      | 1793–1875   | Ferdinandova hrobka v Císařské hrobce ve Vídni; srdce v Hrobce srdcí (Herzgruft) v augustiniánském kostele ve Vídni |
| Marie Anna Savojská                         | 1803–1884   | Ferdinandova hrobka v Císařské hrobce ve Vídni                                                                      |
| František Josef I. 1848-1916                | 1830–1916   | Hrobka císaře Františka Josefa v Císařské hrobce ve Vídni                                                           |
| Alžběta Bavorská                            | 1837–1898   | Hrobka císaře Františka Josefa v Císařské hrobce ve Vídni                                                           |
| Karel I. 1916-1918                          | 1887–1922   | Kostel Nossa Senhora v Monte u Funchalu na Madeiře, srdce v Loretánské kapli v klášteře Muri, Aargau, Švýcarsko     |
| Zita Bourbonsko-Parmská                     | 1892–1989   | Pohřební kaple v Císařské hrobce ve Vídni, srdce v Loretánské kapli v klášteře Muri, Aargau, Švýcarsko              |